# Mashan, Jixi
Mashan är ett stadsdistrikt i Jixis stad på prefekturnivå  i Heilongjiang-provinsen i nordöstra Kina. Det ligger omkring 310 kilometer öster om provinshuvudstaden Harbin.